# Guática (kommun)
Guática är en kommun i Colombia.   Den ligger i departementet Risaralda, i den centrala delen av landet, 210 km väster om huvudstaden Bogotá. Antalet invånare är 15 752.